# Aleksandr Gdalin

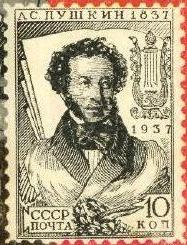
Imagen de un sello de Pushkin (URSS, 1937) en la portada del libro "Pushkiniana filatélica" por A. Gdalin (1981).

Aleksandr Davídovich Gdalin (en ruso: Александр Давидович Гдалин; 1933, Leningrado) - escritor, ingeniero de minas, investigador de Pushkin (Pushkiniana). Miembro de la Unión los escritores de Rusia (1992), miembro honorario de la Unión de cartofilistas de Rusia.
Desde 1965 su colección “Pushkin - honor de la humanidad” que participó en más de un centenar de exhibiciones internacionales premiada, medallas de oro, y plata, premios y diplomas en “Praga-68”, “Budapest-71”, “Bélgica-72”, “INTERARTES-72” (RDA), “IBRA-73”, “Estocolmo-74”, “ARPHILA. París - 75” “INTERPHIL. Filadelfia - 76”. 
Gdalin colecciona catálogos postales ilustrados de los años militares de San Petersburgo. Autor del libro "Pushkiniana filatélica" (1981).

## Obras seleccionadas
- Gdalin, A. D. (1981). Filatelisticheskaia Pushkiniana (Pushkiniana filatélica) (en ruso). Moskva: Radio i sviaz'.
- Gdalin, A. D. (1984). Podgotovka filatelisticheskoi kollektsii k vystavke (Preparación de las colecciones filatélicas de la exposición) (en ruso). Moskva: Radio i sviaz'.
- Gdalin, A. D. (2001). Pamiatniki A. S. Pushkinu: istoriia, opisanie, bibliografiia (Monumentos de A. S. Pushkin: historia, descripción, bibliografía) (en ruso). Sankt-Peterburg: Akademicheskii proekt.